# Tipula (Pterelachisus) legalis
Tipula (Pterelachisus) legalis is een tweevleugelige uit de familie langpootmuggen (Tipulidae). De soort komt voor in het Palearctisch gebied.